# 桃園市立石門國民中學
桃園市立石門國民中學（英文：Shih Men Junior High School），簡稱石門國中、石中、SMJH，位於台灣桃園市龍潭區佳安里，創立於1981年，亦曾蒙市府評為示範學校。

## 校園歷史

### 演變與發展
- 1980年：於龍潭國中辦公室成立桃園縣立龍潭國民中學石門分校籌建委員會。
- 1981年：校名定名為桃園縣立石門國民中學，招收第一屆國一新生5班，暫借龍潭國中教室上課。
- 1982年：新建校舍落成，於8月17日遷入現址上課。
- 2014年：12月25日，因應桃園縣升格改制為直轄市，更名為桃園市立石門國民中學。

### 歷任校長
| 任期 | 姓名       | 任職日期  | 離職日期  | 備註                                                       |
| ---- | ---------- | --------- | --------- | ---------------------------------------------------------- |
| 1    | 張自銘先生 | 1981年8月 | 1994年7月 | 原桃園縣立龍潭國民中學校長轉任，屆齡退休。                 |
| 2    | 曾玉麟先生 | 1994年8月 | 1998年7月 | 原新竹縣立橫山國民中學校長轉任，調任桃園縣立永豐高級中學。 |
| 3    | 韓青菊女士 | 1998年8月 | 2009年7月 | 原桃園縣立大漢國民中學校長轉任，調任桃園縣立永豐高級中學。 |
| 4    | 劉邦秋先生 | 2009年8月 | 2013年2月 | 原桃園縣立大崙國民中學校長轉任，任內退休。                 |
| 5    | 黃麗米女士 | 2013年8月 | 2016年7月 | 原桃園縣立大坡國民中學校長轉任，任內退休。                 |
| 6    | 楊士煌先生 | 2016年8月 | 2023年7月 | 原桃園市立新屋國民中學校長轉任，調任桃園市立瑞坪國民中學。 |
| 7    | 李汝怡女士 | 2023年8月 | 現任      | 原桃園市立楊梅國民中學秀才分校主任升任。                   |

## 學區
- 龍潭區：佳安里、三坑里、建林里、富林里、大平里、三林里[1]。
- 大溪區：瑞源里（第7－17鄰）【為石門國中、仁和國中共同學區】、復興里（大灣坪10鄰）。
- 復興區：長興里（1鄰）。

## 校園建築
- 自強樓
- 和平樓
- 忠孝樓
- 仁愛樓
- 信義樓
- 科教樓
- 工教樓
- 莊敬樓
- 弘道樓
- 學生活動中心

## 外部連結
- 桃園市立石門國民中學 （页面存档备份，存于）
- 石門國中國樂團部落格